# Nucléotidase
Une nucléotidase, ou nucléotide phosphatase, est une enzyme qui catalyse l'hydrolyse du groupe phosphate des nucléotides (ribonucléotides comme désoxyribonucléotides) en libérant le nucléoside correspondant. Ces enzymes participent à la dégradation des nucléotides. Elles sont présentes chez tous les êtres vivants.
Il existe plusieurs types de nucléotidases selon leur mécanisme réactionnel. Les 5’-nucléosidases (EC 3.1.3.5) hydrolysent les groupes phosphate en position 5’ des nucléotides, tandis que les 3’-nucléosidases (EC 3.1.3.6) hydrolysent les groupes phosphate en position 3’ des ribonucléotides et des désoxyribonucléotides portant leur groupe phosphate en 3’, et que les phosphoadénylate-3’-nucléosidases (EC 3.1.3.7) clivent les groupes phosphate en position 3’ des nucléotides 3’,5’-bisphosphates. Le tableau ci-dessous présente des nucléotidases humaines :
| EC         | Gène, UniProt           | Substrats                                                  | Caractéristiques |
| ---------- | ----------------------- | ---------------------------------------------------------- | --- |
| EC 3.1.3.5 | NT5C1A UniProt : Q9BXI3 | AMP, CMP, GMP, IMP, TMP, UMP, XMP (faiblement pour désoxy) | Muscles squelettiques |
| EC 3.1.3.5 | NT5C1B UniProt : Q96P26 | AMP, CMP, GMP, IMP, TMP, UMP, XMP (faiblement pour désoxy) | Testicules, placenta, pancreas |
| EC 3.1.3.5 | NT5C2 UniProt : P49902  | AMP, GMP, IMP (faible pour CMP, TMP, UMP, XMP)             | |
| EC 3.1.3.5 | NT5C3 UniProt : Q9H0P0  | CMP, TMP, UMP                                              | 4 Isoformes ; réticulocytes, lymphocytes ; pathologie : carence héréditaire en pyrimidine-5’-nucléotidase impliquée dans l'empoisonnement au plomb |
| EC 3.1.3.5 | NT5C3L UniProt : Q969T7 | AMP, CMP, GMP, IMP, TMP, UMP, XMP (faiblement pour désoxy) | |
| EC 3.1.3.5 | NT5E UniProt : P21589   | AMP, CMP, GMP, IMP, TMP, UMP, XMP                          | Pathologie : calcification héréditaire des artères et des articulations                                                                            |
| EC 3.1.3.5 | ACPP UniProt : P15309   | AMP (isoforme 2 uniquement)                                | Cellules glandulaires et épithéliales ; isoforme 2 multifonctionnelle                                                                              |
| EC 3.1.3.7 | BPNT1 UniProt : O95861  | PAPS, PAP                                                  | Reins, foie, pancréas, cœur |
| EC 3.1.3.7 | IMPAD1 UniProt : Q9NX62 | PAP, InsP                                                  | Pathologie : achondroplasie |